# Unterseeboot 1058
L'Unterseeboot 1058 ou U-1058 est un sous-marin allemand (U-Boot) de type VIIC utilisé par la Kriegsmarine pendant la Seconde Guerre mondiale.
Le sous-marin est commandé le 5 juin 1941 à Kiel (Arsenal Germania), sa quille posée le 2 août 1943, il est lancé le 11 mai 1944 et mis en service le 10 juin 1944, sous le commandement de l'Oberleutnant zur See Hermann Bruder.
L'U-1058 n'endommage ni ne coule aucun navire au cours des deux patrouilles (91 jours en mer) qu'il effectue.
Il capitule à Loch Eriboll en mai 1945.
Transféré dans la Royal Navy puis dans la Marine soviétique en novembre 1945, il est renommé N-23 et demeure en service jusqu'en 1955.

## Conception
Unterseeboot type VII, l'U-1058 avait un déplacement de 769 tonnes en surface et 871 tonnes en plongée. Il avait une longueur totale de 67,10 m, un maître-bau de 6,20 m, une hauteur de 9,60 m et un tirant d'eau de 4,74 m. Le sous-marin était propulsé par deux hélices de 1,23 m, deux moteurs diesel Germaniawerft M6V 40/46 de 6 cylindres en ligne de 1 400 cv à 470 tr/min, produisant un total de 2 060 à 2 350 kW en surface et de deux moteurs électriques Brown, Boveri & Cie GG UB 720/8 de 375 cv à 295 tr/min, produisant un total 550 kW, en plongée. Le sous-marin avait une vitesse en surface de 17,7 nœuds (32,8 km/h) et une vitesse de 7,6 nœuds (14,1 km/h) en plongée. Immergé, il avait un rayon d'action de 93 milles marins (150 km) à 4 nœuds (7,4 km/h; 4,6 milles par heure) et pouvait atteindre une profondeur de 230 m. En surface son rayon d'action était de 8 500 milles nautiques (soit 15 700 km) à 10 nœuds (19 km/h).
L'U-1058 était équipé de cinq tubes lance-torpilles de 53,3 cm (quatre montés à l'avant et un à l'arrière) et embarquait quatorze torpilles. Il était équipé d'un canon de 8,8 cm SK C/35 (220 coups), d'un canon antiaérien de 20 mm Flak et de deux canons 2 cm Flak 30/38/Flakvierling doté d'un bouclier pliant court sur son Wintergarten supérieur. Il pouvait transporter 26 mines TMA ou 39 mines TMB. Son équipage comprenait 4 officiers et 40 à 56 sous-mariniers.

## Flak
L'installation LM 43U était le modèle final du canon de pont utilisé sur les sous-marins allemands. Ce modèle était une version amélioré du LM 42U.
Il a été installé sur les sous-marins U-249, U-826, U-977, U-1023, U-1171, U-1305 et U-1306.
Le canon 3,7 cm Flak M42U était la version navale du 3,7 cm Flak 36/37 utilisé par la Kriegsmarine sur les navires de surface et M42U sur les U-boots de type VII et de type IX. L'U-1058 était équipé de deux canons 2 cm Flak 30/38/Flakvierling doté d'un bouclier pliant court
fixé sur la partie supérieure du Wintergarten.
Le support M 43U a été utilisé sur un certain nombre de sous-marins (U-190, U-250, U-278, U-337, U-475, U-853, U-1058, U-1105, U-1109, U-1165 et U-1306).

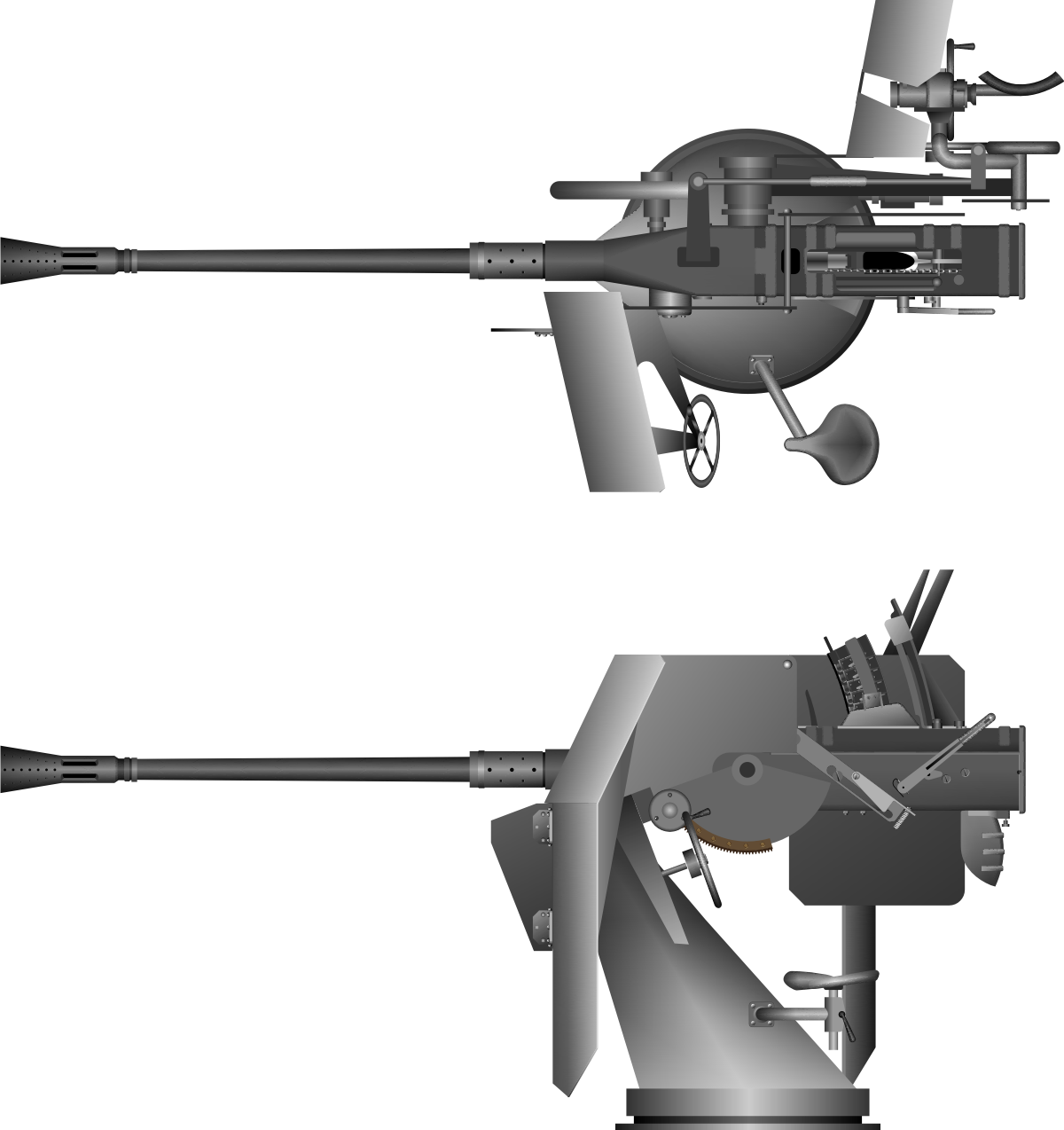
Canon 3,7 cm Flak M42U sur la version LM 43U.
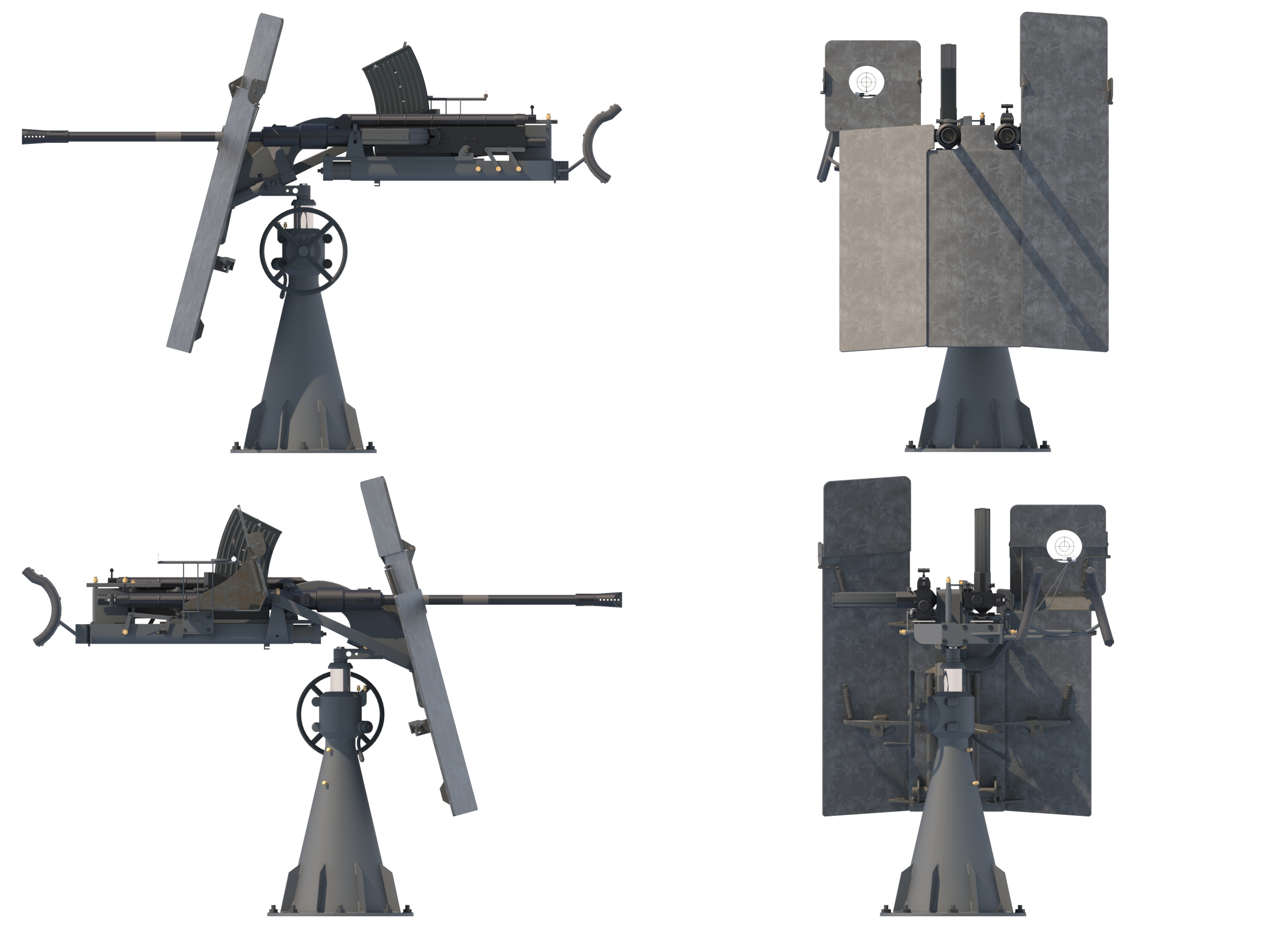
Canon 2 cm Flak C38 sur la version M 43U Zwilling doté d'un bouclier pliant court.

## Historique
Il passe sa période d'entraînement initial à la 5. Unterseebootsflottille jusqu'au 31 décembre 1944, puis rejoint son unité de combat dans la 11. Unterseebootsflottille.
Sa première patrouille est précédée d'un court trajet de Kiel à Horten puis à Stavanger. Elle commence le 15 janvier 1945 au départ de Stavanger pour les eaux britanniques. L'U-1058 opère dans la mer d'Irlande à partir du 9 février 1945. Le 18 ou autour du 18 février 1945, le submersible revendique d'avoir coulé un gros cargo, ce qui n'est pas confirmé. Après 71 jours en mer, il atteint Bergen le 26 mars 1945.
Sa seconde patrouille commence le 28 avril 1945 au départ de Bergen pour les eaux britanniques. Lorsque la guerre prend fin le 8 mai 1945, l'U-1508 croise en mer, à l'ouest des îles britanniques. Conformément aux instructions reçues, il se dirige vers le Loch Eriboll où il capitule le 10 mai 1945. Sous pavillon britannique, il est transféré à Lisahally le 24 mai, pour l'opération alliée de destruction massive d'U-Boote.

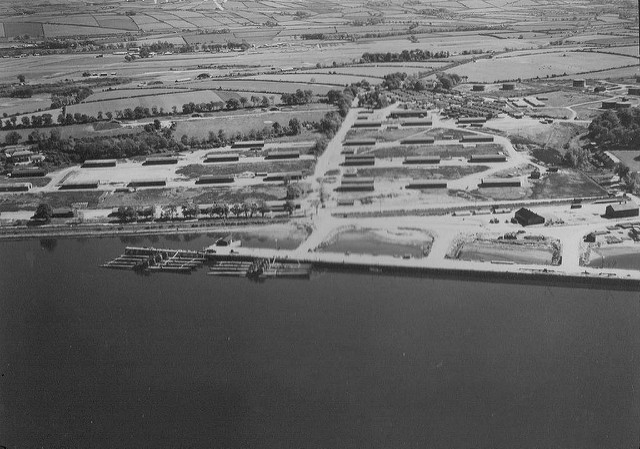
Vue des huit premiers U-Boote transférés à Lisahally le 24 mai 1945. La photo montre des bâtiments autour de l'ancienne base navale américaine comprenant des hangars, des ateliers et des réservoirs de carburant. L'aérodrome de est visible au second plan. Les huit U-Boote sont les U-293, U-802, U-826, U-1009, U-1058, U-1105, U-1109 et U-1305.

En novembre 1945, la Tripartite Naval Commission (en) remet l'U-1058 à la Marine soviétique comme prise de guerre. Il échappe donc à la destruction.
Le 6 décembre 1945, il arrive à Libau en Lettonie. Il est renommé N-23 et sert dans la Flotte de la Baltique à partir du 13 février 1946.
Le 9 juin 1949, il devient le S-82.
Le 29 décembre 1955, il est mis en réserve et utilisé comme station de tir de torpilles (PZS-32) à partir du 18 janvier 1956.
Il est rayé des listes de la Marine soviétique le 25 mars 1958, puis démoli.

## Affectations
- 5. Unterseebootsflottille du 10 juin 1944 au 31 décembre 1944 (Période de formation).
- 11. Unterseebootsflottille du 1er janvier 1945 au 8 mai 1945 (Unité combattante).

## Commandement
- Oberleutnant zur See Hermann Bruder du 10 juin 1944 au 10 mai 1945.

## Patrouilles
|       | Commandant           | Départ           | Départ    | Arrivée         | Arrivée          | Jours    | Succès |
| ----- | -------------------- | ---------------- | --------- | --------------- | ---------------- | -------- | ------ |
|       | Oblt. Hermann Bruder | 30 décembre 1944 | Kiel      | 2 janvier 1945  | Horten           | 4 jours  |        |
|       | Oblt. Hermann Bruder | 8 janvier 1945   | Horten    | 10 janvier 1945 | Stavanger        | 3 jours  |        |
| 1     | Oblt. Hermann Bruder | 15 janvier 1945  | Stavanger | 26 mars 1945    | Bergen           | 71 jours |        |
| 2     | Oblt. Hermann Bruder | 28 avril 1945    | Bergen    | 10 mai 1945     | Loch Eriboll, UK | 13 jours |        |
| Total | Total                | Total            | Total     | Total           | Total            | 91 jours | 0 t    |

Note : Oblt. = Oberleutnant zur See